# Curt von Pfuel
Curt Wolf von Pfuel (également Kurt ; né le 28 septembre 1849 à Potsdam et mort le 16 juillet 1936 dans la même ville)  est un général de cavalerie prussien, inspecteur général de l'instruction et de la formation militaires et président du comité central des associations de la Croix-Rouge allemande.

## Origine
Pfuel est issu de l'ancienne famille noble von Pfuel (de), qui vit à Jahnsfelde en Suisse marchoise (de). Il est le fils du major-général Wolf von Pfuel (de) (1809-1866) et de Marie von Lamprecht (1823-1860) et le petit-fils du ministre-président prussien Ernst von Pfuel. Le lieutenant-général Maximilian von Pfuel (de) est son cousin. Son arrière-grand-père Ludwig von Pfuel (de) est le maréchal de la cour du prince Friedrich-Guillaume de Prusse.

## Biographie

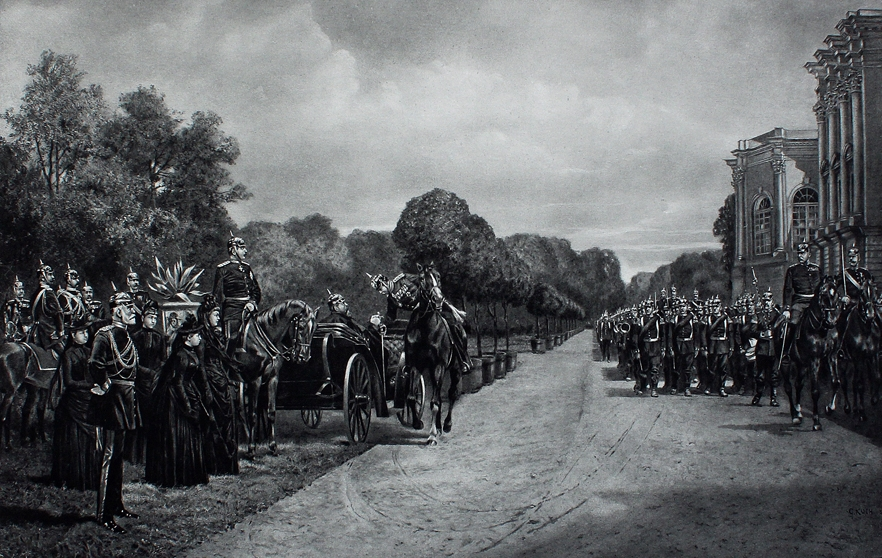
De gauche à droite von Schmeling, von Bissing, von Pfuel, von Petersdorff, les princesses Marguerite et Sophie, von Winterfeld, la princesse Victoria, la princesse héritière Augusta-Victoria, le prince héritier Guillaume, l'empereur Frédéric III, von Wilczeck, von Böcklin, dans le parc du château de Charlottenbourg, le 29 mai 1888

Après les lycées de Düsseldorf, Berlin et Stettin, il étudie le droit à l'université Georges-Auguste de Göttingen, où il obtient également son doctorat. Il est membre du Corps Saxonia ("Göttinger Sachsen").
Lorsque la guerre franco-prussienne éclate, Pfuel rejoint le 12e régiment de hussards en tant que Fahnenjunker en 1870 et participe avec lui à la dernière partie de la campagne. Il est nommé enseigne le 18 janvier 1871 et est promu le 15 avril 1871 promu sous-lieutenant. Après avoir être temporairement affecté à l'Académie de guerre (1875/78), il est transféré au 5e régiment d'uhlans (de) à Düsseldorf jusqu'en 1883. En mai 1883, il est transféré au Grand État-Major général en tant que capitaine et en octobre de la même année, il est nommé attaché militaire à Madrid. En janvier 1885, il retourne en Empire allemand et devient alors adjudant personnel du prince Guillaume jusqu'en 1889 et, après son accession au trône, l'adjudant d'aile Guillaume II. En 1889, Pfuel est incorporé comme major et officier d'état-major dans le 1er régiment de cuirassiers, puis prend le commandement du 13e régiment d'uhlans. En 1894, il est promu lieutenant-colonel, en 1896, colonel et le 27 janvier 1898, il est nommé commandant de la 20e brigade de cavalerie à Hanovre. Il devient major général en 1899 et lieutenant général et commandant de la 28e division d'infanterie à Karlsruhe en 1903.

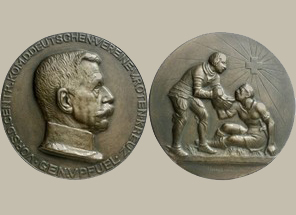
Le général von Pfuel, président du Comité central des associations de la Croix-Rouge allemande.

En 1906, il assume la fonction d'inspecteur général  de l'instruction et de la formation militaires. Parallèlement, il devient président adjoint du tribunal militaire impérial. En 1908, Pfuel devient général de cavalerie. En approbation de sa demande de départ, Pfuel est mis à disposition le 12 mars 1910 avec la pension légale et en même temps à la suite du 13e régiment d'uhlans.
Pendant la Première Guerre mondiale, Pfuel est président du comité central des associations de la Croix-Rouge allemande.

## Distinctions
- Commandeur de l'ordre de Saint-Olaf.

## Famille
Curt Wolf von Pfuel se marie le 25 janvier 1886 avec Anna comtesse von der Groeben à Montreux.

## Travaux
- German Red Cross in the World War. In: Current History Magazine. Band 5 (November 1916), S. 278–280.